# Katherine Anne Porter
Katherine Anne Porter (15 de mayo de 1890 - 18 de septiembre de 1980) fue una periodista, escritora de novelas y cuentos, ensayista y activista estadounidense ganadora del Premio Pulitzer. Su novela Ship of Fools de 1962 fue la novela más vendida en Estados Unidos ese año, pero sus cuentos recibieron mucho más elogios de la crítica. Fue editora de la sección en inglés de El Heraldo de México. En 1966 recibió el Premio Pulitzer de Ficción[1] y el Premio Nacional del Libro de Estados Unidos[2] por The Collected Stories of Katherine Anne Porter.

## Biografía

### Primeros años
Nació en Indian Creek, en Texas, como Catherine Anne Russell Porter. Es considerada la más importante escritora de Texas.
En 1892, cuando Porter tenía dos años, su madre murió dos meses después de dar a luz. El padre de Porter llevó a sus cuatro hijos supervivientes (un hermano mayor había muerto en la infancia) a vivir con su madre, Catherine Ann Porter, en Kyle, Texas. La profundidad de la influencia de su abuela se puede inferir de la adopción posterior de su nombre por parte de Porter. Su abuela murió mientras llevaba a Callie, de once años, a visitar a unos familiares en Marfa, Texas.
Después de la muerte de su abuela, la familia vivió en varios pueblos de Texas y Luisiana, alojándose con familiares o viviendo en habitaciones alquiladas. Estaba matriculada en escuelas gratuitas dondequiera que viviera la familia, y durante un año en 1904 asistió a la Escuela Thomas, una escuela metodista privada en San Antonio, Texas. Esta fue su única educación formal más allá de la escuela primaria.

### La edad adulta joven y la enfermedad
En 1906, a los dieciséis años, Porter dejó su casa y se casó con John Henry Koontz en Lufkin, Texas. Posteriormente se convirtió al catolicismo. Koontz, hijo de una rica familia ganadera de Texas, la abusaba físicamente; una vez, estando borracho, la arrojó por las escaleras y le rompió el tobillo. Se divorciaron oficialmente en 1915.
En 1914 escapó a Chicago, donde trabajó brevemente como extra en películas. Luego regresó a Texas y trabajó en el circuito de entretenimiento de una pequeña ciudad como actriz y cantante. En 1915, pidió que se cambiara su nombre a Katherine Anne Porter como parte de su divorcio decreto.
También en 1915, le diagnosticaron tuberculosis y pasó los dos años siguientes en sanatorio, donde decidió convertirse en escritora. Sin embargo, durante ese tiempo se descubrió que tenía bronquitis, no tuberculosis. En 1917, comenzó a escribir para el diario Fort Worth Critic, criticando dramas y escribiendo chismes de sociedad. Antes de 1918, Porter estuvo casada y luego se divorció de T. Otto Taskett y luego Carl Clinton von Pless. En 1918, escribió para Rocky Mountain News en Denver, Colorado . Mientras estuvo allí, casi muere durante la Pandemia de gripe de 1918. Cuando meses después le dieron el alta del hospital, estaba frágil y completamente calva. Cuando su cabello finalmente volvió a crecer, era blanco y permaneció de ese color por el resto de su vida. Su experiencia se reflejó en su trilogía de novelas cortas, Pale Horse, Pale Rider (1939), por la que recibió la primera medalla de oro anual de literatura en 1940 de la Sociedad de Bibliotecas de la Universidad de Nueva York.

### Nueva York y México: Primeras obras literarias
En 1919, Porter se mudó a Greenwich Village en la ciudad de Nueva York y se ganó la vida trabajando como "negro" para otros escritores, escribiendo cuentos para niños y haciendo trabajos publicitarios para una compañía cinematográfica. El año que pasó en la ciudad de Nueva York tuvo un efecto políticamente radicalizador en ella; y en 1920, empezó a trabajar para una editorial de revistas en México, donde conoció a miembros del movimiento izquierdista mexicano, incluido Diego Rivera. Sin embargo, finalmente Porter se desilusionó del movimiento revolucionario y sus líderes. En la década de 1920 también se volvió intensamente crítica con la religión, y así permaneció hasta la última década de su vida, cuando abrazó nuevamente la Iglesia Católica Romana.
Entre 1920 y 1930, Porter viajó de ida y vuelta entre México y la ciudad de Nueva York y comenzó a publicar cuentos breves y ensayos. Su primer cuento publicado fue "María Concepción" en la revista The Century. (En su novela de la década de 1960 Providence Island, Calder Willingham hizo que el personaje de Jim fantaseara con una amante perfecta y la llamó María Concepción Díaz.) En 1930, publicó su primera colección de cuentos, Judas floreciente y otras historias. En 1935 se publicó una edición ampliada de esta colección y recibió tal aclamación de la crítica que por sí sola prácticamente aseguró su lugar en la literatura estadounidense.
En 1924, Porter tuvo un romance con Francisco Aguilera del que resultó un embarazo. En diciembre de ese año, Porter dio a luz a un hijo nacido muerto. Algunos biógrafos sugieren que Porter sufrió varios abortos espontáneos y tuvo un aborto provocado.
Durante el verano de 1926, Porter visitó Connecticut con otros escritores y artistas, incluidos Josephine Herbst, John Herrmann y Ernest Stock, un pintor inglés. Después de que Stock le contagiara gonorrea, Porter se sometió a una histerectomía en 1927, lo que puso fin a sus esperanzas de tener un hijo. Sin embargo, las cartas de Porter a sus amantes sugieren que ella todavía insinuaba su menstruación después de esta supuesta histerectomía. Una vez le confió a una amiga que "he perdido niños de todas las formas posibles".

### Aclamada carrera literaria y docente

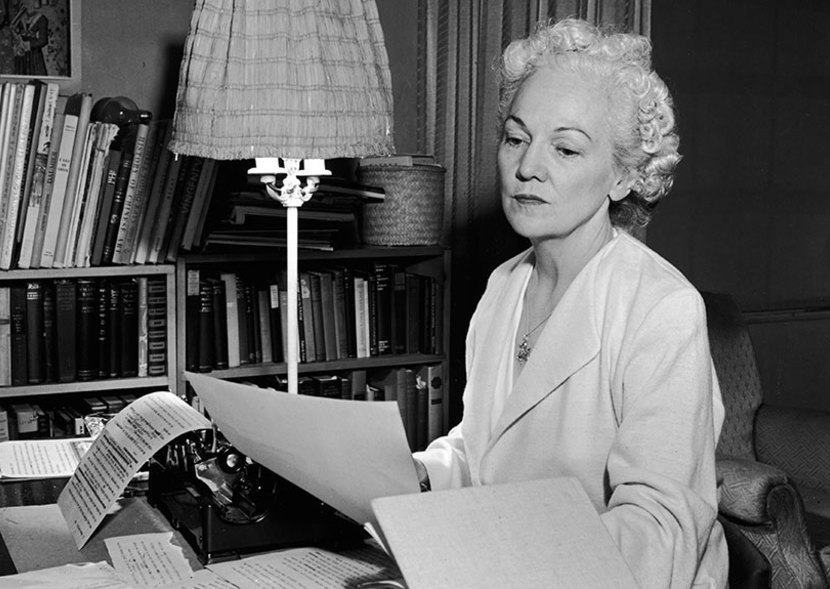
Porter en su sala de escritura.

Sus obras pertenecen a la tradición literaria del sur estadounidense. 
Su novela del año 1962 La nave de los locos fue la novela más vendida en los Estados Unidos ese año, pero sus cuentos recibieron mayor aplauso de la crítica. Es conocida por su penetrante perspicacia; su obra trata sobre temas oscuros como la traición, la muerte y el origen de la maldad humana. Recibió el Premio Pulitzer y el National Book Award en 1966 por The Collected Stories. Fue nominada tres veces para el Premio Nobel de Literatura.
Durante las décadas de 1930, 1940 y 1950, Porter disfrutó de una destacada reputación como una de las escritoras más distinguidas de Estados Unidos, pero su producción limitada y sus ventas igualmente limitadas le permitieron vivir de subvenciones y anticipos durante la mayor parte de la época.
Durante la década de 1930, pasó varios años en Europa durante los cuales continuó publicando cuentos. Se casó con Eugene Pressly, un escritor, en 1930. En 1938, al regresar de Europa, se divorció de Pressly y se casó con Albert Russel Erskine, Jr., un estudiante de posgrado. Según los informes, se divorció de ella en 1942, después de descubrir su edad real y que era 20 años mayor que él. 
Porter se convirtió en miembro electo del Instituto Nacional de Artes y Letras en 1943, y fue escritor residente en varios colegios y universidades, incluida la Universidad de Chicago, la Universidad de Michigan, y la Universidad de Virginia.
Entre 1948 y 1958, enseñó en la Universidad de Stanford, la Universidad de Michigan, la Universidad de Washington y Lee y la Universidad de Texas, donde su forma poco convencional de enseñar la hizo popular entre los estudiantes. En 1959, la Fundación Ford concedió a Porter 26.000 dólares durante dos años.
Tres de las historias de Porter se adaptaron a drama de radio en el programa NBC University Theatre. "Noon Wine" se convirtió en un drama de una hora a principios de 1948, y dos años más tarde, "Flowering Judas" y "Pale Horse, Pale Rider" se produjeron cada uno en dramas de media hora en un episodio del programa de una hora. La propia Porter hizo dos apariciones en la serie de radio dando comentarios críticos sobre obras de Rebecca West y Virginia Woolf. En las décadas de 1950 y 1960 apareció ocasionalmente en televisión en programas sobre literatura.
Porter publicó su única novela, "La Nave de los Locos" (Ship of Fools) en 1962; se basó en sus reminiscencias de un crucero oceánico de 1931 que había tomado desde Vera Cruz, México, a Alemania. El éxito de la novela finalmente le dio seguridad financiera (según se informa, vendió los derechos cinematográficos de La Nave de los locos por 500.000 dólares). El productor David O. Selznick buscaba los derechos cinematográficos; pero United Artists, propietario de la propiedad, exigió 400.000 dólares. La novela fue adaptada al cine por Abby Mann; El productor y director Stanley Kramer presentó a Vivien Leigh en su última actuación cinematográfica, Ship of Fools (1965) incluyó a Simone Signoret, José Ferrer, Lee Marvin, Oskar Werner, Michael Dunn, Elizabeth Ashley, George Segal, José Greco y Heinz Rühmann.
A pesar de la afirmación de Porter de que después de la publicación de La Nave de los Locos no ganaría más premios en Estados Unidos, en 1966 recibió el Premio Pulitzer y el Premio Nacional del Libro de EE. UU. por Las historias recopiladas de Katherine Anne Porter. Ese año también fue nombrada miembro de la Academia Estadounidense de Artes y Letras. Fue nominada al Premio Nobel de Literatura cinco veces desde el 1964 hasta el 1968.
En 1966, Porter donó sus artículos literarios a la Universidad de Maryland. En el cumpleaños número 78 de Porter, la sala Katherine Anne Porter se abrió en la Biblioteca McKeldin (luego trasladada a la Biblioteca Hornbake) en la Universidad de Maryland para albergar muchos libros de la biblioteca personal de Porter y otros artículos que le pertenecen.
En 1977, publicó The Never-Ending Wrong, un relato del notorio juicio y ejecución de Sacco y Vanzetti, contra el cual había protestado 50 años antes.

### Muerte
Katherine Anne Porter sufrió un ictus severo en 1977. Después de ser examinada por psiquiatras, Porter fue considerada incompetente, y el tribunal nombró a su sobrino Paul Porter como su tutor. Porter murió en Silver Spring, Maryland, el 18 de septiembre de 1980, a la edad de 90 años, y sus cenizas fueron enterradas junto a su madre en Indian Cementerio Creek en Texas. En 1990, el Monumento histórico registrado de Texas número 2905 se colocó en el condado de Brown, Texas, para honrar la vida y carrera de Porter.

## Premios y honores
- 1962 – Medalla Emerson-Thoreau
- 1966 – Premio Pulitzer de Ficción por The Collected Stories of Katherine Anne Porter (1965)[17]
- 1966 – Premio Nacional del Libro por The Collected Stories of Katherine Anne Porter (1965)[18]
- 1967 – Medalla de Oro de Ficción de la Academia Estadounidense de Artes y Letras
- Cinco nominaciones al Premio Nobel de Literatura (1964, 1965, 1966, 1967, 1968)[19]
- 2006 – Porter apareció en un postal de los Estados Unidos emitido el 15 de mayo , 2006 con un valor de 39¢. Fue la persona número 22 que aparece en la serie de sellos conmemorativos Artes literarias.[24][25]

## Obras

### Colecciones de cuentos
- Judas floreciente (Harcourt, Brace: 1930). Incluye ocho de los primeros cuentos de Porter.
- Judas floreciente y otras historias (Harcourt, Brace: 1935). Incluye el contenido de la edición anterior así como cuatro historias adicionales.
- Pale Horse, Pale Rider: Tres novelas cortas (Harcourt, Brace: 1939). Incluye las tres historias a las que Porter se refirió como novelas cortas: "Old Mortality", "Noon Wine" (radio estadounidense, 1948; TV estadounidense, 1966; TV estadounidense, 1985) y "Pale Horse, Pale Rider" ( Radio estadounidense, 1950; TV canadiense, 1963 y TV británica, 1964).
- La torre inclinada y otras historias (Harcourt, Brace: 1944). Incluye nueve de los cuentos de Porter.
- El Antiguo Orden: Historias del Sur (Harcourt, Brace: 1955). Incluye diez de los cuentos de Porter publicados anteriormente, todos los cuales tienen lugar en el sur de Estados Unidos.
- Las historias completas de Katherine Anne Porter (Harcourt, Brace: 1964). Incluye los veintiséis cuentos publicados anteriormente por Porter, incluidos los tres que ella prefería llamar novelas cortas, así como cuatro cuentos adicionales.

- Un país familiar : escritos sobre México, Compl., prólogo y notas Ruth M. Álvarez. Traducción Gertrudis Martínez de Hoyos, Conaculta, México 1998, ISBN 970-181923-3

### Novela
- Ship of Fools, (Little, Brown, & Co.: 1962; Película estadounidense, 1965).

### No ficción
- Los días anteriores (Harcourt, Brace: 1952). Incluye muchas de las reseñas de libros, ensayos críticos, memorias, etc. de Porter.
- Los ensayos completos y escritos ocasionales de Katherine Anne Porter (Delacorte: 1970).

### Publicaciones póstumas
- Cartas de Katherine Anne Porter (Atlantic Monthly Press: 1990), editado por Isabel Bayley. Incluye partes de más de 250 cartas que Porter escribió a más de sesenta corresponsales entre 1930 y 1966.
- "Este viejo mundo extraño" y otras reseñas de libros escritas por Katherine Anne Porter (University of Georgia Press, 1991), editado por Darlene Harbor Unrue. Incluye casi 50 de las reseñas de libros que Porter publicó en varias revistas durante su vida.
- Prosa temprana no recopilada de Katherine Anne Porter (University of Texas Press: 1993), editado por Ruth M. Alvarez y Thomas F. Walsh. Incluye veintinueve obras en prosa de ficción y no ficción de Porter, no incluidas en ediciones publicadas anteriormente.
- Poesía de Katherine Anne Porter (University of South Carolina Press: 1996), editado por Darlene Harbor Unrue. Incluye los treinta y dos poemas que Porter publicó en revistas durante su vida.
- Porter: Historias recopiladas y otros escritos (Biblioteca de América]]: 2008). Incluye el texto completo de "The Collected Stories of Katherine Anne Porter" (Harcourt, Brace 1964), así como muchas de las piezas que se incluyeron en sus dos colecciones anteriores de no ficción.
- Cartas seleccionadas de Katherine Anne Porter: Crónicas de una mujer moderna (University Press of Mississippi: 2012), editado por Darlene Harbor Unrue. Incluye más de 130 cartas completas que Porter escribió a más de setenta corresponsales entre 1916 y 1979.

### Otras publicaciones
- Mi matrimonio chino de Mae Franking, escrito por Porter (Duffield & Co: 1921).
- Esbozo de las artes y oficios populares mexicanos (Young & McCallister: 1922).
- Cancionero francés de Katherine Anne Porter (Harrison de París: 1933). Incluye diecisiete canciones en francés y las traducciones al inglés de Porter.
- Un cuento de Navidad (Delacorte: 1967). La historia de Porter, publicada anteriormente, sobre su sobrina Mary Alice Hillendahl.
- El mal interminable (Little, Brown, & Co.: 1977). Reflexiones de Porter sobre las ejecuciones de Nicola Sacco y Bartolomeo Vanzetti de 1927 Sacco y Vanzetti#Ejecución y funeral.